# Лопушанський Костянтин Сергійович
Лопуша́нський Костянти́н Сергі́йович (нар. 12 червня 1947, Дніпро) — російський кінорежисер, сценарист. Народний артист та Заслужений діяч мистецтв Росії.

## Біографія та творчість
Костянтин Сергійович Лопушанський народився 12 червня 1947 року в місті Дніпропетровськ. Батько, Сергій Тимофійович, був сином репресованого священика, під час Другої світової війни отримав тяжке поранення на фронті, рано помер. Мати — професор, викладач старослов'янської мови.
У дитинстві Лопушанський жив спочатку в Ленінграді, потім у Казані. Навчався у музичному училищі, 1970 року успішно закінчив Казанську консерваторію за класом скрипки, був рекомендований до аспірантури. Не маючи великого бажання пов'язувати своє життя з музикою, все ж закінчив аспірантуру Ленінградської консерваторії у 1973 році і продовжив у ній навчання вже на факультеті музичної режисури (1973—1976). Паралельно викладав мистецтвознавство у Казанській та Ленінградській консерваторіях, працював редактором у Ленінградському академічному Малому оперному театрі.
Потім переїхав до Москви, де у 1979 році закінчив режисерське відділення Вищих курсів сценаристів і режисерів при Держкіно СРСР (майстерня Еміля Лотяну). За словами самого Костянтина Лопушанського, значний вплив на його творчість справив Андрій Тарковський — відомий режисер читав лекції на курсах, взяв Лопушанського на практику на свій фільм «Сталкер», став для нього ще одним педагогом.
З 1980 року Костянтин Лопушанський почав працювати режисером на кіностудії «Ленфільм». Світове визнання йому принесла картина «Листи мертвої людини» (1986), з Роланом Биковим у головній ролі. Над сценарієм своєї першої повнометражної стрічки Лопушанський працював разом з В'ячеславом Рибаковим, учнем братів Стругацьких, і, зокрема, сам Борис Стругацький також написав одну сцену для цього фільму.
Костянтин Лопушанський — представник авторського кіно, сам себе режисер називає «впевненим і непереконаним прихильником тотального авторства».

## Фільмографія
Режисер та автор сценарію:
- «Сльози у вітряну погоду» (1978, короткометражний)
- «Соло» (1980, короткометражний)
- «Листи мертвої людини» (1986)
- «Голий» (1987, короткометражний)
- «Відвідувач музею» (1989)
- «Російська симфонія» (1994)
- «Кінець століття» (2001)
- «Бридкі лебеді» (2006)
- «Роль» (2013)

## Нагороди та відзнаки
Костянтин Лопушанський є академіком Російської Академії кінематографічних мистецтв «Ніка» та Національної Академії кінематографічних мистецтв і наук Росії, а також членом Європейської кіноакадемії. Має низку нагород і номінацій міжнародних кінофестивалів, почесні звання та відзнаки Росії.
- Ґран-прі Міжнародного кінофестивалю документальних і короткометражних фільмів у Більбао (1980) — за фільм «Соло» (1980)
- Ґран-прі Міжнародного кінофестивалю Мангайм — Гайдельберґ (1986) — за фільм «Листи мертвої людини» (1986)
- Державна премія РРФСР імені братів Васильєвих (1987)
- Нагорода екуменічного журі та Спеціальний приз журі Московського міжнародного кінофестивалю (1989) — за фільм «Відвідувач музею» (1989)
- Приз екуменічного журі Берлінського кінофестивалю (1995) — за фільм «Російська симфонія» (1994)
- Звання Заслуженого діяча мистецтв Російської Федерації (1997)
- Срібна нагорода за найкращий європейський фантастичний фільм Невшетельського кінофестивалю (2007) — за фільм «Бридкі лебеді» (2006)
- Звання Народного артиста Росії (2008)
- Премія «Ніка» за Найкращу роботу сценариста (2013) — за фільм «Роль» (2013)[8]

## Громадська позиція
У 2018 підтримав звернення Європейської кіноакадемії на захист ув'язненого у Росії українського режисера Олега Сенцова
24 лютого 2022 року підтримав звернення членів Союзу Кінематографістів проти російського вторгнення в Україну 